# Vanda amoena
Vanda amoena är en orkidéart som beskrevs av O'brien. Vanda amoena ingår i släktet Vanda och familjen orkidéer.
Artens utbredningsområde är Assam (Indien). Inga underarter finns listade i Catalogue of Life.